# Arsenale di San Francisco
L'Arsenale di San Francisco, in passato conosciuta come Armeria e Arsenale della Guardia Nazionale di San Francisco o semplicemente L'Armeria, è un edificio storico situato nel quartiere  Mission District della città statunitense di San Francisco. 
Dal 2018 è di proprietà di SF Armory LLC, una consociata di AJ Capital Partners.
Costruito tra il 1912–1914 ed adibito come armeria e deposito della guardia nazionale statunitense fino al 1976, il 14 novembre 1978 è stato inserito nel National Register of Historic Places.